# Phyllanthus paucitepalus
Phyllanthus paucitepalus är en emblikaväxtart som beskrevs av Maurice Schmid. Phyllanthus paucitepalus ingår i släktet Phyllanthus och familjen emblikaväxter. Inga underarter finns listade i Catalogue of Life.